# Bay Pines
Bay Pines é uma Região censo-designada localizada no estado americano de Flórida, no Condado de Pinellas.

## Demografia
Segundo o censo americano de 2000, a sua população era de 3065 habitantes.

## Geografia
De acordo com o United States Census Bureau tem uma área de 
5,8 km², dos quais 3,6 km² cobertos por terra e 2,2 km² cobertos por água.

## Localidades na vizinhança
O diagrama seguinte representa as localidades num raio de 8 km ao redor de Bay Pines. 